# Guerre civile colombienne (1876-1877)
Pour les articles homonymes, voir Guerre civile colombienne.
La guerre civile colombienne de 1876-1877 est une guerre civile au caractère politico-religieux qui s'est déroulé aux États-Unis de Colombie (actuels pays de Colombie et de Panamá) entre 1876 et 1877. Elle est la manifestation des intérêts du parti conservateur colombien dans une opposition au sein du gouvernement contre la faction radicale du parti libéral colombien.

## Origine du conflit
L'origine profonde du conflit est le mécontentement des conservateurs à la suite des mesures laïcisantes adoptées dans le domaine de l'éducation et par l'esprit ouvertement antireligieux et anticlérical des libéraux radicaux. 
L'élément déclencheur est l'élection présidentielle de 1876, où aucun candidat n'atteint la majorité absolue. C'est le Congrès qui désigne le libéral Aquileo Parra le 21 février 1876. Les États dirigés par des conservateurs refusent de reconnaître cette nomination et entrent en rébellion contre le pouvoir central.

## Déroulement
Les troupes libérales, qui défendent le gouvernement radical d'Aquileo Parra, sont sous les ordres des généraux Julián Trujillo, Santos Acosta, Sergio Camargo et Tomás Rengifo. Les troupes conservatrices sont dirigées par les généraux Leonardo Canal, Manuel Briceño, Manuel Casablanca, Sergio Arboleda et Marceliano Vélez.
La guerre civile  débute dans l'État souverain de Cauca avant de s'étendre aux États d'Antioquia, Tolima, Santander, Cundinamarca et Boyacá. 
Le 31 août 1876, le général Trujillo gagne la bataille de Los Chancos, dans l'État du Cauca, qui voit s'opposer entre 24 et 25 000 libéraux et entre 16 et 20 000 conservateurs et fait entre 200 et 770 morts côté conservateur et 212 à 300 morts côté libéral.
La bataille de Guarrapata, dans l'État de Tolima, qui se déroule entre le 19 et le 22 novembre 1876, voit s'affronter 12 000 combattants, faisant 1 319 morts et 190 blessés.
Lors de la bataille de Mutiscua (État de Santander), le 9 décembre 1876, 1 200 libéraux affrontent 1 000 conservateurs, faisant 24 morts.
À La Donjuana (État de Santander), le 27 janvier 1877, 4 900 libéraux combattent contre 4 000 conservateurs. Les libéraux comptent entre 110 et 500 morts et les conservateurs 250.
D'autres combats mineurs ont lieu à Tequia (32 morts) et Cúcuta (6 morts).

## Conséquences
La guerre voit finalement la victoire des libéraux et le maintien d'Aquileo Parra à la présidence des États-Unis de Colombie. 
Le général Julián Trujillo Largacha, grand vainqueur de la guerre, est élu président lors de l'élection suivante et prend ses fonctions le 1er avril 1878.